# Akademie für Ärztliche Fortbildung der DDR
Die Akademie für Ärztliche Fortbildung der DDR (AfÄF) mit Sitz in Berlin-Lichtenberg war eine dem Ministerium für Gesundheitswesen direkt unterstellte wissenschaftliche Einrichtung mit Promotions- und Habilitationsrecht für die Weiterbildung im Gesundheits- und Sozialwesen der Deutschen Demokratischen Republik (DDR).

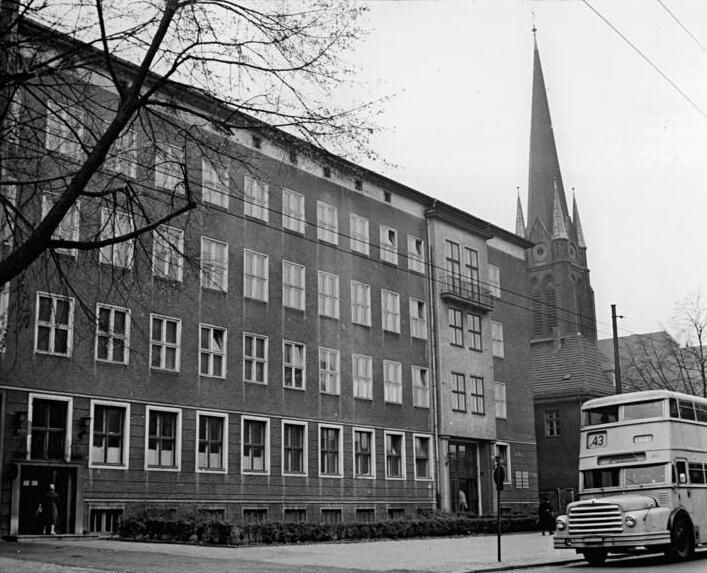
Die Akademie für Ärztliche Fortbildung, 1964

Sie entstand 1954 unter der Bezeichnung „Akademie für Sozialhygiene, Arbeitshygiene und Ärztliche Fortbildung“ aus dem 1948 gegründeten Zentralinstitut für Sozial- und Gewerbehygiene. 1961 erfolgte die Umbenennung in „Deutsche Akademie für Ärztliche Fortbildung“, ab 1972 trug die Einrichtung dann den Namen „Akademie für Ärztliche Fortbildung der DDR“. Eine Reihe von Krankenhäusern in der DDR waren mit der Akademie als sogenannte Fortbildungszentren verbunden.
Die Hauptaufgaben der Akademie waren die Qualifizierung von Führungskräften für das Gesundheitssystem in der DDR, die Ausbildung von Fachärzten, Fachzahnärzten und Fachapothekern sowie die Weiterbildung von Naturwissenschaftlern und Ingenieuren zu Fachwissenschaftlern der Medizin. Darüber hinaus war die AfÄF zuständig für die Weiterbildung ausländischer Ärzte, die Qualifizierung von Ärzten im Bereich der Militärmedizin sowie die Forschung auf dem Gebiet der Leitung, Planung, Organisation und Ökonomie des Gesundheits- und Sozialwesens.
Die Akademie war in Sektionen gegliedert. Diese hatten Lehrstühle, auf denen Hochschullehrer, aber auch „hervorragende Ärzte und Wissenschaftler, die in Einrichtungen des Gesundheitswesens eine leitende Funktion ausübten“, hauptamtlich tätig waren. Außer ihnen waren nebenamtlich als Honorarprofessoren und Honorardozenten Hochschullehrer der Universitäten und Medizinischen Akademien tätig. Leiter der Akademie war der Rektor, der auf drei Jahre vom Wissenschaftlichen Rat gewählt wurde, einem Kollegium aus „hervorragenden Hochschullehrern und Wissenschaftlern“, das dem Rektor als „kollektives wissenschaftliches Beratungsorgan“ zur Seite stand. Allgemeines Beratungs- und Kontrollorgan des Rektors war ein Gesellschaftlicher Rat, wie er an den übrigen Universitäten und Hochschulen der DDR existierte.
Nach 1990 wurde die Akademie in Verantwortung der Berliner Senatsverwaltung für Wissenschaft und Forschung und später der Senatsverwaltung für Gesundheit und Soziales abgewickelt. Die organisatorische Zuständigkeit für die Ausbildung von Fachärzten ging an die Ärztekammern über. Die Bestände der Bibliothek der Akademie befinden sich gegenwärtig in der Bibliothek des Fachbereichs Arbeitsmedizin der 1991 in Berlin als Bundesanstalt für Arbeitsmedizin gegründeten Bundesanstalt für Arbeitsschutz und Arbeitsmedizin sowie im Bundesarchiv.